# Cambas (Brasil)
No Brasil, em etnologia, o termo Cambas remete a um grupo indígena que habita na periferia da cidade de Corumbá, no estado de Mato Grosso do Sul, mais precisamente na Terra Indígena Kamba.